# 男性ブランコ
男性ブランコ（だんせいブランコ）は、吉本興業（東京本社）所属のお笑いコンビ。NSC大阪校33期生。キングオブコント2021準優勝。M-1グランプリ2022ファイナリスト。第八回上方漫才協会大賞特別賞受賞。

## メンバー
浦井 のりひろ（うらい のりひろ、1987年12月3日 -）（37歳）
ツッコミ・小道具作り担当、立ち位置は向かって左。
- 本名は、浦井 悟弘（読み同じ）。
- 京都府京都市出身。血液型B型。身長175cm、体重65kg。
- 出身。京都府京都市伏見区出身。京都府立桃山高等学校卒業、滋賀県立大学工学部機械システム工学科中退。
- 趣味はプラモデル制作、玩具収集、特撮、映画鑑賞。特技はアカペラのベースパート、卓球、低い声で寝かしつけること。中学生時代は卓球部に所属していた。
- NSC大阪校 33期生。
- 吉本プラモデル部所属。
- 妹が双子。そのうち1人は「りくろーおじさんの店」新大阪店の支配人を務めており、2022年12月22日放送の情報バラエティ番組『ラヴィット!』（TBSテレビ）に商品のチーズケーキを持参し、スタジオゲストの浦井と共演した。
- すゑひろがりずのYouTubeチャンネル『すゑひろがりず局番』のヘビーウォッチャーで、すゑひろがりずのイベントではスペシャルゲストとして出演したことがある。
- かつて当コンビのコントをWebメディア「オモコロ」で漫画化してもらった縁から、同メディアのYouTubeチャンネルのイベント「オモコロチャンネル 〜最高のオンラインイベント〜」では浦井単独でお祝いコメントを送っている。
- キングオブコント後、一部でルシファー吉岡に似ていると言われた。またサスペンダーズの依藤たかゆきや、報道ステーションのニュースキャスター（大越健介）にも似ているとも言われている。
- 2022年5月27日よりkento fukaya企画、 ZiDolのメンバー。メンバーカラーは黒。
- 2025年3月31日、元つぼみ大革命の樋口みどりことの結婚を発表した。

平井 まさあき（ひらい まさあき、1987年8月1日 -）（38歳）
ボケ・ネタ作り担当、立ち位置は向かって右。
- 本名は、平井 勝晶（読み同じ）。
- 血液型A型。身長174cm、体重58kg。
- 兵庫県豊岡市出身。兵庫県立豊岡高等学校、滋賀大学経済学部社会システム学科卒業。
- NSC大阪校 33期生。
- 2015年、『よしもと男前ブサイクランキング』のブサイクランキングで28位、2019年は82位。
- 恋愛バラエティ番組『もってる!? モテるくん』（読売テレビ）にて「女装が一番似合わない芸人」として女装し、その顔や雰囲気のインパクトから「ヒライ・キャンベル」というキャラクターとしての出番が多くなった。
- 趣味は水族館巡り、動物園巡り、博物館巡り。特技は、卓球、ソフトテニス。卓球に関しては、小学生時代に兵庫県の県大会で優勝経験がある。
- 深海生物好きであり、図鑑を読んだり水族館に足を運んだりなどして日々研究している。この趣味が高じ、2018年から約一年間、幻冬舎plusにて「学ぼう!珍妙奇妙な深海のいきもの」というコラムを連載していた。また自身が不定期に出演する情報バラエティ番組『ラヴィット!』では、平井が水族館の案内人と解説員を勤める冠コーナー「男性ブランコ平井が行く 全国水族館ぶらりんこ旅」を持つ。

## 来歴
- 滋賀県彦根市の滋賀大学・滋賀県立大学合同で運営されている演劇サークルで知り合い、2人ともラーメンズファンという共通点から共にコントを演じるようになる[16]。他に2人には後藤ひろひと、第三舞台、立川志の輔に刺激を受けたといった共通点がある[16]。
- 浦井は入学直後の舞台で主演（貫禄がありすぎて18歳にして、家族に逃げられたお父さん役）に抜擢されたが、演劇に熱中しすぎて単位を取れなくなった（取れた単位が4単位のみだった）ため半年で退部[17]。その後は同志社大学のアカペラサークルに所属（サークル内で人が足りていないベースパート担当）するが、そちらも熱中しすぎて自分の大学に行かなくなり中退することになる。平井は演劇サークルで引き続きコントをしていたが、文化系サークルをまとめる役職に就いていたため毎日のように会議をする学生生活を送った。浦井が退部後も2人は交流を続けており、月1回程度一緒にマクドナルドに行く仲だった[17]。
- 平井は大学卒業後にNSCへ行くことを決めており、たまたま大学の卒業前に浦井と彦根ベルロード商店街のマクドナルドで会った時に「NSCに行こうと思ってる」と平井が話したところ、「実は俺も行くねん」と浦井が返したことにより大学卒業後に2人そろってNSCに入学[18]。
- コンビ名の由来は、ネタ合わせで集まった公園にて2人ともブランコに乗っていたため[18]。元々は「反省ブランコ」というコンビ名にする予定であったが、ネガティブなイメージがあった為、「反省」に似た言葉である「男性」に変更した[19]。
- 結成から大阪を中心に活動していたが、定期的に出演していた5upよしもとがよしもと漫才劇場にリニューアルされ、漫才中心の公演が組まれるようになったことでコント中心の2人のネタにも影響が出始める[16]。本人たち曰く「1年間ほどは悩みながら（よしもと漫才劇場に）出演し続けていた」ということだったが、『もってる!? モテるくん』で共演して世話になっていた山里亮太（南海キャンディーズ）から、コントをしたいなら東京に出て来たらと勧められ「腹が減ってたらいつでも飯だけは食わせてやる」と背中を押されたことで[16]、2017年に東京へ活動拠点を移す。主にヨシモト∞ホールに出演し、ファーストクラスメンバーに所属[20]。
- 2021年4月より、ヨシモト∞ホールの看板芸人「ムゲンダイレギュラー」として活躍[21]。2023年3月、∞ホールを卒業。
- 同年、『キングオブコント2021』にて決勝初進出。初進出ながら1本目「ボトルメール」のネタで審査員から高評価を受け、472点を獲得しファーストステージを3位で通過。ファイナルステージも「袋」のネタで463点を獲得。結果、キングオブコント史上初ファースト・ファイナルステージの合計点数が同じとなったザ・マミィとともに準優勝に輝いた。
- 同年、2年ぶりに参戦した『M-1グランプリ2021』では準決勝進出。決勝当日に行われた敗者復活戦では16組中3位の成績を残した。
- 2022年、優勝候補として挙げられていた『キングオブコント2022』では準々決勝で敗退するも、『M-1グランプリ2022』では初の決勝進出を決め、史上13組目のM-1グランプリ・キングオブコントのダブルファイナリストとなった。12月18日に行われた決勝では「音符運び」のネタを披露。結果は4位で最終決戦進出とはならなかったが、松本人志（ダウンタウン）、中川礼二（中川家）から96点の高評価を得た。また松本は今大会では、ファイナリスト10組のうち男性ブランコに最高得点を付けた。

## 芸風
- 2人ともメガネを着用している。主にコントを演じるが漫才をすることもある[22]。コントでは一字一句まで台本を作り上げるが、漫才ではほとんど台本がなくフリーに近い作り方をする。
- 共に関西出身のコンビだが、ネタによって関西弁と標準語を使い分けている[22]。
- 平井の独特な言い回しが特徴的であり、浦井の諭すようなツッコミを軸としている。

## 賞レース等での戦績

### キングオブコント
| 年度（回）       | 結果         | 備考                                          |
| ---------------- | ------------ | --------------------------------------------- |
| 2010年（第3回）  | 1回戦敗退    |                                               |
| 2011年（第4回）  | 3回戦進出    |                                               |
| 2012年（第5回）  | 準々決勝進出 |                                               |
| 2013年（第6回）  | 2回戦進出    |                                               |
| 2014年（第7回）  | 2回戦進出    |                                               |
| 2015年（第8回）  | 準決勝進出   |                                               |
| 2016年（第9回）  | 2回戦敗退    | シード権により1回戦免除                       |
| 2017年（第10回） | 2回戦敗退    | ルール改正により、今年度より無条件で1回戦免除 |
| 2018年（第11回） | 準々決勝進出 |                                               |
| 2019年（第12回） | 準々決勝進出 |                                               |
| 2020年（第13回） | 準決勝進出   |                                               |
| 2021年（第14回） | 決勝2位タイ  | 決勝キャッチフレーズ「不遇の天才第7世代」     |
| 2022年（第15回） | 準々決勝敗退 | 今年度より無条件で2回戦免除                   |
| 2023年（第16回） | 準決勝進出   |                                               |
| 2024年（第17回） | 準々決勝敗退 |                                               |

### M-1グランプリ
| 年度（回）       | 結果         | No.  | 備考                                   |
| ---------------- | ------------ | ---- | -------------------------------------- |
| 2010年（第10回） | 1回戦敗退    |      |                                        |
| 2015年（第11回） | 3回戦進出    | 1372 |                                        |
| 2016年（第12回） | 準々決勝進出 | 886  |                                        |
| 2017年（第13回） | 3回戦進出    | 781  |                                        |
| 2018年（第14回） | 準々決勝進出 | 874  |                                        |
| 2019年（第15回） | 3回戦進出    | 1376 |                                        |
| 2020年（第16回） | 不参加       |      |                                        |
| 2021年（第17回） | 準決勝進出   | 1219 | 敗者復活戦3位                          |
| 2022年（第18回） | 決勝4位      | 1795 | 決勝キャッチフレーズ「あぶない地味男」 |
| 2023年（第19回） | 準々決勝進出 | 1829 |                                        |
| 2024年（第20回） | 準決勝進出   | 4913 | 敗者復活戦敗退                         |

### その他大会
2011年
- THE MANZAI 1回戦敗退

2012年
- THE MANZAI 1回戦敗退

2013年
- THE MANZAI 2回戦進出
- 第14回 新人お笑い尼崎大賞 大賞受賞

2014年
- THE MANZAI 2回戦進出

2020年
- 第41回ABCお笑いグランプリ 最終予選進出

2021年
- 第2回エモネタ王決定戦 優勝

2022年
- SDGs-1グランプリ2022 優勝
- 第3回エモネタ王決定戦 優勝

2023年
- 第八回上方漫才協会大賞 特別賞受賞

## 出囃子
- フランス・ギャル「夢見るシャンソン人形」

## 出演

### テレビ

#### 現在の出演番組
- ラヴィット!（2023年10月12日 - 、TBSテレビ） - 木曜隔週レギュラー[37]

#### 過去の出演番組
- もってる!? モテるくん（2014年7月5日 - 2015年3月28日、読売テレビ）
- オールザッツ漫才（毎日放送テレビ）
- 有田ジェネレーション（2016年6月28日、TBSテレビ）
- 爆笑ファクトリーハウス 笑けずり Season2（2016年9月2日 - 30日、NHK BSプレミアム） - レギュラー出演
- バナナマンの爆笑ドラゴン（2017年12月30日、NHK総合）
- 本能Z（2018年8月29日、CBCテレビ）
- にちようチャップリン（2018年10月20日、テレビ東京）
- 冗談騎士（2019年6月5日、BSフジ）
- 霜降りバラエティ（2020年8月13日・20日・2022年2月5日、テレビ朝日）
- 賞金奪い合いネタバトル ソウドリ〜SOUDORI〜（2021年8月24日・9月21日・10月16日、TBSテレビ）
- 千鳥のクセがスゴいネタGP（2021年9月16日、フジテレビ）
- 有吉の壁（2021年10月27日・2022年1月19日、日本テレビ）
- ザ・ベストワン（2021年11月12日・12月24日・2022年4月22日・5月13日、TBSテレビ）
- おしえてブランコ（2023年3月26日、BSよしもと）[38]
- かがやけ！ミラクルボーイズ（2022年12月1日 - 15日・2023年5月10日 - 24日、テレビ神奈川）

### テレビドラマ
- ガチ恋粘着獣 第3話（2023年4月23日、朝日放送テレビ） - ちゃぶ台天国 役（平井）[39]
- 王様に捧ぐ薬指 第4話（2023年5月9日、TBSテレビ） - 高校教師 役（浦井）[40]
- お笑いインスパイアドラマ ラフな生活のススメ（2023年7月4日 - 、NHK総合）[41]
- 18/40〜ふたりなら夢も恋も〜（2023年7月11日 - 9月12日、TBSテレビ） - 寺田孝志 役（浦井）[42]
- ライオンの隠れ家（2024年10月11日 - 12月20日、TBS） - 船木真魚 役（平井）[43]
- バントマン 第4話（2024年11月2日、東海テレビ・フジテレビ系） - 区役所職員 役（浦井）[44]

### テレビドラマ脚本
- ラフな生活のススメ（2023年7月4日 - 、NHK総合）-（平井）

### テレビアニメ
- いきものさん （2023年7月8日 - 、毎日放送） - 犬 役（浦井）[45]、第1話副音声（平井）[46]
- ふしぎ駄菓子屋 銭天堂 （2024年9月6日、Eテレ） - ノリ 役（浦井）、マサ 役（平井）[47]

### インターネットテレビ
- Blah！Blah！Blah！ 男ブラめし～謎の怪しんぼグルメ～（2023年10月12日 - 、Lemino） - 冠番組
- 最強新コンビ決定戦 THE ゴールデンコンビ（2024年10月31日、Amazonプライム・ビデオ） - （平井）[48]
- S区の奇妙な人々（2025年1月15日 - 2月19日、DMM TV）[49]

### ラジオ
- 男性ブランコのアップ!アップ!レーディオ!（2014年4月5日 - 2015年3月28日、エフエムあまがさき）[50]
- オンスト（2014年7月7日 - 2015年4月13日、YES-fm） - 月曜日
- マイナビ Laughter Night（2017年3月25日、TBSラジオ）
- 男性ブランコのラジオブランコ（2022年12月28日、文化放送）[51]
- J-WAVE SPECIAL RADIO UDON（2023年3月21日、J-WAVE） - ナビゲーター[52]
- 男性ブランコのオールナイトニッポンX（クロス）（2023年9月13日、ニッポン放送）
- 男性ブランコのおしゃべりマレット［オールナイトニッポンPODCAST］（2024年10月1日 - 、ニッポン放送）
- 偏愛丸絞電波（2024年12月16日、J-WAVE）

### 舞台
- 天才バカボンのパパなのだ（2024年2月21日 - 3月3日、本多劇場） - 署長 役（浦井）[53]
- 朗読劇『美幸』（2024年1月13日、シアターマーキュリー新宿） - （浦井）[54]
- ニッポン放送開局70周年記念公演『鴨川ホルモー、ワンスモア』（2024年4月12日 - 29日、サンシャイン劇場 / 5月3日・4日、サンケイホールブリーゼ）[55]
- スリーピルバーグス 第2回野外公演inスタジアム!『リバーサイド名球会』（2024年9月20日 - 22日、こうのとりスタジアム）[56]
- FOLKER（2025年2月14日 - 23日、堂島リバーフォーラム）[57]
- 舞台『AGASA-アガサ-』完璧な殺人鬼（2024年12月11日、EX THEATER ROPPONGI） - （平井）[58]

### 映画
- NN4444「VOID」（2024年2月16日） - （平井）[59]
- THE オリバーな犬、(Gosh!!)このヤロウ MOVIE（2025年9月26日公開予定） - ヒラリ 役（平井）[60][61][62]

### 雑誌
- 芸人雑誌（太田出版）vol.6（2022年4月19日発売）「2022の顔」
- 芸人雑誌（太田出版）vol.9（2023年3月24日発売） 「特集 ヨシモト∞ホール」

## ライブ

### 単独ライブ
2013年
- 2月2日「ガラクタ森」（道頓堀ZAZA HOUSE）

2014年
- 3月27日「男性ブランコの30分」（5upよしもと）
- 5月20日「男性ブランコの30分」（5upよしもと）
- 6月24日「男性ブランコの30分」（5upよしもと）
- 8月4日「立ち漕ぎ」（5upよしもと）
- 11月2日「テラ寺」（5upよしもと）

2015年
- 9月13日「ユキヲとナツヒコ」（よしもと漫才劇場）

2017年
- 3月26日「僕の同じ日」（新宿シアターモリエール）
- 11月19日「笑う蛍」（神保町花月）

2018年
- 3月30日-4月1日「Denki Ifuku Yē-Yē」（3331 Arts Chiyoda）
- 12月29日「静熱管」（ヨシモト∞ホール）

2019年
- 5月10日ｰ12日「陽の当たルーム」（3331 Arts Chiyoda）
- 9月6日-8日「えんがわサイケ」（3331 Arts Chiyoda）
- 12月12日-15日「みかん軸」（3331 Arts Chiyoda）

2020年
- 2月22日「山兎と蛙本」（ヨシモト∞ドームステージII）
- 6月30日「おだやかな距離」（ヨシモト∞ホール）※無観客配信
- 7月23日「ほんのり海の日」（ヨシモト∞ホール）
- 9月28日「ギガンテウスネコ」（ヨシモト∞ホール）
- 10月24日「またとない学校」（ヨシモト∞ホール）
- 12月10日「ねてもさめても宇宙人」（ヨシモト∞ホール）

2021年
- 2月20日「栗鼠のセンチメンタル」（紀伊國屋ホール）
- 4月26日「ユニヴァーサル味噌汁」（ヨシモト∞ホール）※無観客配信
- 5月23日 トークライブ「おしゃべりシーソー」（ヨシモト∞ホール）
- 6月18日「視界がパープル」（ヨシモト∞ホール）
- 11月26日 トークライブ「おしゃべりグローブジャングル」（ヨシモト∞ホール）
- 12月24日・25日「てんどん記」（草月ホール）

2022年
- 2月7日「ヘッジホッグホッジグッヘ」（ヨシモト∞ホール）
- 3月20日「変身東京ウミウシ」（ヨシモト∞ホール）・24日「変身大阪ウミウシ」（ナレッジシアター）
- 4月16日「しょんぼりサーベルタイガー学園前」（ヨシモト∞ホール）
- 5月2日 8時間生配信トークライブ「おしゃべり記念公園」（ヨシモト∞ホール）
- 5月21日「エドガーラビット」（ヨシモト∞ホール）
- 6月18日「トコトコGOGOタツノオトシGO」（ヨシモト∞ホール）
- 7月23日 ｢ごまたのおろち｣（ヨシモト∞ホール）
- 8月5日 ｢ちょいとそこのキマイラさん｣（ヨシモト∞ホール）
- 12月9日 オンラインコントライブ「トワイライト水族館」（サンシャイン水族館）

2023年
- 5月10日-14日「やってみたいことがあるのだけれど」（横浜赤レンガ倉庫）5月25日・26日（京都府立文化芸術会館）
- 12月18日　男性ブランコの博物館コントライブ「嗚呼、けろけろ」（国立科学博物館）

2024年
- 5月28日-6月2日「駐車場」（あうるすぽっと）6月5日-9日（京都府立文化芸術会館）6月21日-2日（西鉄ホール）6月28日-29日（飛行船シアター）

### その他のライブ
2019年
- 11月1日-3日 企画ライブ「DanBlaCircus」（3331 Arts Chiyoda）　…2日にマツモトクラブ、3日にテニスコートが出演

2022年
- 7月11日 ｢マミンコ Summer｣（伝承ホール）　…ザ・マミィとのツーマンライブ。同年1月31日に中止となった「マミンコ」の振替公演

2023年
- 1月7日 プチラフフェス「男性ダディ」（COOL JAPAN PARK OSAKA）　…ロングコートダディとのユニットライブ。当日はロングコートダディ・兎が体調不良のため、急きょ、堂前と男性ブランコの3人の公演。ユニット『男性ダディ』の“ダ”担当である兎が不在ということで、この日のタイトルは『男性ディ』[66]
- 1月28日-29日「ダンブラ大サーカス」（3331 Arts Chiyoda） …28日にうるとらブギーズ、トニーフランク、ラブレターズ、29日にコマンダンテが出演[67]